# 塔格尕当遗址
塔格尕当遗址，位于中国青海省贵南县茫拉乡格达麻村，为第四批青海省文物保护单位，公布日期为1986年5月27日，类型为古遗址。
塔格尕当遗址的历史年代为卡约文化。